# Harry Wright (homme politique canadien)
Pour les articles homonymes, voir Harry Wright et Wright.
Harry Wright (11 septembre 1875-janvier 1960) est un homme politique canadien de la Colombie-Britannique. Il est député provincial conservateur de la circonscription britanno-colombienne de Ymir de 1903 à 1907 et de Nelson City de 1909 à 1912.

## Biographie
Né à Adjala Township (en) dans le comté de Simcoe en Ontario, Wright étudie à Simcoe. Il sert comme recenseur et assesseur minier, ainsi que comme agent gouvernemental et commissaire pour l'or à Nelson.
Wright meurt à Beaton en Ontario en janvier 1960 à l'âge de 84 ans.